# Forty Miles of Bad Road
Forty Miles of Bad Road ist ein Instrumentalstück der amerikanischen Rock-’n’-Roll-Gitarristen Duane Eddy und Al Casey aus dem Jahr 1959. Es wurde von Eddy und seiner Band „Duane Eddy, his 'Twangy' Guitar and The Rebels“ als Single und auf seinem Album $1,000,000 Worth of Twang veröffentlicht.

## Hintergrund und Veröffentlichung

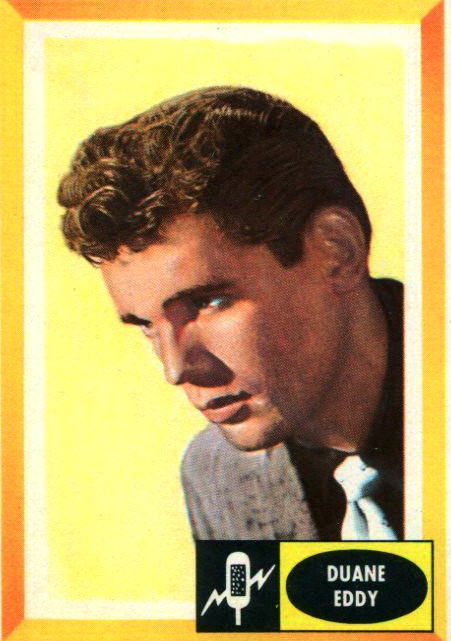
Duane Eddy, Sammelkartenmotiv von 1960

Das Lied Forty Miles of Bad Road wurde von Duane Eddy und Al Casey geschrieben und 1959 als Single von „Duane Eddy, his 'Twangy' Guitar and The Rebels“ zusammen mit dem Stück The Quiet Three von Duane Eddy und Lee Hazlewood veröffentlicht. Hazelwood war zudem gemeinsam mit Lester Sill Produzent der Single, die wie andere Titel von Duane Eddy in seinem Studio in Phoenix, Arizona, aufgenommen wurde.
Es erschien überdies 1960 auf dem Album $1,000,000 Worth of Twang, auf dem neben diesem und The Quiet Three unter anderem auch Eddys Hits Rebel-’Rouser und Cannonball sowie die Instrumental-Coverversion Bonnie Came Back von My Bonnie enthalten war. Als einer seiner erfolgreichsten Titel wurde es zudem in zahlreiche Kompilationen des Musikers sowie auch in gemischten Samplern von Rock-’n’-Roll- und auch Country-Musik aufgenommen. Außerdem fand es Eingang in verschiedene Soundtracks, unter anderem in den von Eis am Stiel 6 – Ferienliebe.
Für die Herkunft des Namens des Stücks gibt es mehrere leicht abgewandelte Versionen. Demnach soll es von einem abfälligen Kommentar eines Jungen über das Gesicht einer Frau stammen, den Eddy und Hazelwood aufschnappten. Diese habe ein „face like forty miles of bad road“ („Gesicht wie 40 Meilen schlechte Straße“). Sie griffen diesen Kommentar als Titel für ihre nächste Single auf.

## Musik
Forty Miles of Bad Road ist eine Instrumentalmusik im 4/4-Takt. Es beginnt mit einem kurzen Intro auf einer Trommel zusammen mit einem rhythmischen Händeklatschen und einer Bassbegleitung. Nach wenigen Sekunden setzt die Solo-Gitarre von Duane Eddy mit der Melodie des Stücks im für ihn typischen „Twang“ ein, die im weiteren Verlauf von einem Saxophon aufgegriffen wird, während im Hintergrund einzelne anfeuernde Rufe ertönen. Das Lied geht insgesamt 2:10 Minuten und endet mit einer allmählichen Lautstärkenminderung, einem Fadeout.

## Rezeption

### Charts
Das Stück kam am 20. Juni 1959 in die amerikanischen Charts, wo es sich über 15 Wochen halten konnte und bis auf Platz 9 stieg. In die britischen Charts kam es am 5. September 1959 und stieg bis auf Platz 11. Es blieb hier insgesamt 9 Wochen in den Charts. In anderen europäischen Charts war es dagegen nicht vertreten. Damit war Forty Miles of Bad Road der achte Titel von Duane Eddy, der es in die amerikanischen Charts schaffte, und nach Rebel-’Rouser das zweite Stück mit einer Top-10-Platzierung. In Großbritannien war es nach Rebel-’Rouser, seiner Interpretation von Peter Gunn und Cannonball der vierte Song in den Charts.

### Coverversionen
Als Klassiker des instrumentalen Rock ’n’ Roll und als einer der bekanntesten Hits von Duane Eddy wurde Forty Miles of Bad Road sowohl in den Jahren nach seiner Veröffentlichung wie auch in den folgenden Jahrzehnten zahlreich gecovert. Dabei wurde es sowohl im Bereich der Surfmusik, von Jazzmusikern sowie auch von Ska-Band wie The Skatalites aufgegriffen. Auf cover.info waren im Mai 2022 29 Versionen des Liedes gelistet. Zu den Bands und Interpreten, die das Lied in einer Coverversion veröffentlichten, gehören: u. a.
- 1959: Bud Ashton, Bruce Clarke & The Rockers, Slim Guitar
- 1960: Roberto Delgado und sein Orchester & Ladi Geisler, The Devalons, The Shufflers
- 1961: The Diamonds
- 1962: Bill Black’s Combo, Little Jimmy Dempsey
- 1963: Rob E.G.
- 1970: Bert Weedon
- 1973: Lennie Hutchinson
- 1977: Roy Clark, Svein Finjarn
- 1979: Gordon Terry
- 1981: Nev Nicholls
- 1987: Albert Lee, Ska City Rockers
- 1990: Lex Vandyke, Alex Bollard, The Lively Ones, The Vikings
- 1992: Paul Würges
- 1997: Rebel Rousers
- 1999: The Ventures
- 2002: The Duo-Tones
- 2004: Michael Coppola
- 2017: The Skatalites

## Belege
1. ↑  
Duane Eddy, his 'Twangy' Guitar and The Rebels – Forty Miles of Bad Road bei Discogs, Vinylsingle auf discogs.com; abgerufen am 14. Mai 2022.
2. ↑  
Duane Eddy, his 'Twangy' Guitar and The Rebels – $1,000,000 Worth of Twang bei Discogs, Album auf discogs.com; abgerufen am 14. Mai 2022.
3. ↑  Jane Minogue: Forty Miles of Bad Road by Duane Eddy auf dailydoowop.com, abgerufen am 15. Mai 2022.
4. ↑  Duane Eddy - Peter Gunn, 40 Miles of Bad Road, Rebel Rouser 1984 mit Ray Stevens auf youtube.com, Kommentar zur Namensgebung ab 2:20; abgerufen am 15. Mai 2022.
5. 1 2 3  Duane Eddy & The Rebels – Forty Miles of Bad Road auf chartsurfer.de; abgerufen am 14. Mai 2022.
6. 1 2  Duane Eddy & The Rebels – Forty Miles of Bad Road auf cover.info, abgerufen am 14. Mai 2022.